# All About Us (canção)
All About Us foi o primeiro single do álbum de estúdio Dangerous and Moving da dupla russa t.A.T.u..
A canção se tornou um grande sucesso no Reino Unido, atingindo a posição #8 nas paradas, dois anos após o #1 com "All the Things She Said".

## Videoclipe
A filmagem para o vídeo foi feita em Los Angeles, produzido pelo cineasta James Cox. Existem duas versões do vídeo, uma com censura, e os outros livres. O vídeo censurado foi liberada no site oficial em 18 de Agosto de 2006. A versão sem cortes foi libertado mais tarde. O vídeo foi muito popular na Europa e foi reformado na Polonia TRL após ter passado 50 dias sobre a contagem regressiva. O vídeo não tem muito airplay em televisão dos EUA, e realmente foi jogado em língua espanhola e em mais redes do que outros. No Brasil, o clipe de All About Us atingiu a 1ª posição na parada de clipes Disk MTV e a 2ª posição no Top 20 Brasil. No Multishow chegou a ocupar a 1ª colocação no Top TVZ.

## Sumário
A versão censura do videoclipe começa com Lena e Yulia puxando-se um carro Chevrolet Camaro da primeira geração , com o coro de "All the Things She Said" tocando na rádio. Os dois vão para um restaurante como falsas manchetes são mostradas na tela - rumores do seu relacionamento. Elas se sentam em uma mesa, tomam doses e começam a discutir entre si, e Yulia vai embora irritada. As manchetes continuar como Yulia caminha para baixo ao lado do restaurante, e Lena drives depois dela. Enquanto andando pela rua, vestida como uma prostituta, Yulia se apanhada por um homem. Lena tenta Yulia chamada via telefone celular, mas parece que ela já está no seu telefone com outra pessoa. Yulia e o homem finalmente chega à sua casa, onde eles começam a ficar íntimo. No entanto, rapidamente se transforma em uma tentativa estupro, como o homem começa a força Yulia nela. Yulia pausas livre, Muda seu rosto e convida Lena. No entanto, o homem começa a agredir fisicamente Yulia, empurrando o seu início através do vidro de uma mesa de café. Seu telefone é abandonado, e Lena unidades fora em busca dela. Yulia é capaz de se libertar, com tempo suficiente para localizar as balas e um pistola, em um caso. Quando ele volta ao ataque Yulia novamente, ela atira na cabeça, causando danos ao cérebro. Ela desceu, em seguida, uma janela e descer a escada magirus, apenas no tempo para encontrar-se com Lena.
A versão censurada do videoclipe foi fortemente editado para exibição na televisão. Omitido Yulia estão lançando sem a parte do homem, ela sendo atirados para o vidro, o achado de as balas, e o sangue ondular. Fãs estavam indignados pela pesada censura colocar no vídeo, e alguns acreditam que a censura vídeo torna parece Yulia atirou o homem sem nenhuma razão.

## CD Single
Europa
1. 01 All about us (Versão Single): 3:05
2. 02 Divine (Non-LP Long Version) 3:17
3. 03 All about us (Dave Aude Vocal Edit) 4:36
4. 04 All About Us (Stephane K Radio Mix) 4:09
5. 05 All about us (Uncensored Closed Captioned / Video) 3:26

Reino Unido
1. 01 All About Us (Versão Single) 3:05
2. 02 All The Things She Said 3:36

Japão
1. All About Us
2. All About Us (Instrumental/Karaôke)

Taiwan (Remixes)
1. Dave Aude Big Room Vocal
2. Dave Aude Vocal Edição
3. Dave Aude Big Club Dub
4. Dave Aude Big Mixshow
5. Dave's Acid Funk Dub
6. Stephane K Radio Mix
7. Stephane K Extended Mix
8. Stephane K Guitar Dub Mix
9. The Lovermakers Mix
10. Glam As You Mix by Guena LG
11. Glam As You Radio Mix by Guena LG
12. Sunset In Ibiza Mix by Guena LG
13. Sunset In Ibiza Radio Mix by Guena LG

## Desempenho nas Paradas
| País                    | Melhor posição |
| ----------------------- | -------------- |
| Austrália               | 39             |
| Áustria                 | 3              |
| Brasil                  | 16(2X)         |
| Itália                  | 4              |
| Bélgica Flander         | 11             |
| Bélgica Wallone         | 4              |
| Chéquia Airplay         | 6              |
| Finlândia               | 4              |
| França                  | 7              |
| Groelândia Radio Top 20 | 15             |
| Hong Kong Airplay       | 1              |
| Irlanda                 | 20             |

| País                                       | Melhor posição |
| ------------------------------------------ | -------------- |
| Noruega                                    | 10             |
| Polónia Airplay Chart                      | 1              |
| Roménia Top 100                            | 16             |
| Rússia                                     | 5              |
| Suécia                                     | 6              |
| Suíça                                      | 9              |
| Espanha Top 40                             | 11             |
| Estados Unidos - Hot Dance Music/Club Play | 13             |
| Reino Unido - Official Top 40              | 8              |